# Adress
Denna artikel handlar om adresser som anger läge; en adress kan också vara en skrivelse, jfr petition.

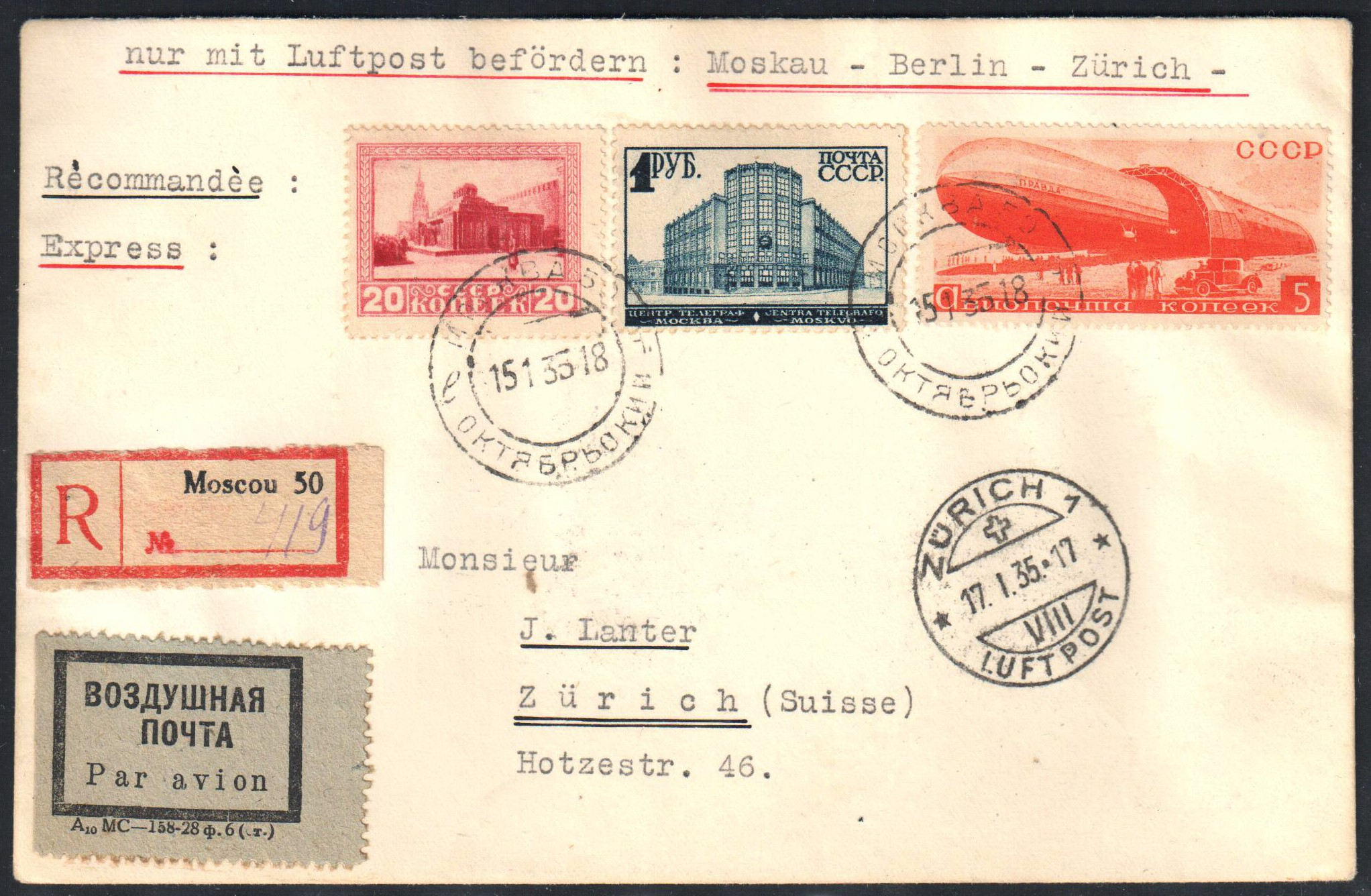
Flygpost från 1935, skickat från Moskva till Zürich via Berlin. Adressen står skriven på franska.

En adress är en beskrivning av en plats för till exempel en bostad eller lokal. Den kan även betyda en unik logisk plats, exempelvis i uttryck som "IP-adress" eller "minnesadress".

## Postadress
Postadress är det format på en serie informationsposter som används på traditionell post för att till exempel brev, vykort och paket ska kunna levereras till en fysisk eller juridisk person. Ibland ses ordet postadress användas istället för postort, vilket alltså är felaktigt.

### Format för adresser i Sverige
Postadressen anges vanligtvis i stigande skala och skrivs ut på olika rader. I Sverige skrivs adressen på följande vis:
- (ev. företag)
- (ev. titel) förnamn, efternamn
- Gata, lägesangivelse eller postbox samt nr
- postnummer, postort och land.

Postnumret kompletteras ibland med en inledande landskod (SE för Sverige), vilken dock inte ska ersätta land. Den internationella postorganisationen Världspostföreningen (Union Postal Universelle, UPU) rekommenderar inte landskoder för brev som sänds inom ett land och samma rekommendation ger den svenska Posten. Tidigare rekommenderades två blanksteg mellan postnummer och postort, samt att postorten skrevs med versaler. Rekommendationen berodde på att en sådan skrivning underlättade maskinavläsning. Denna rekommendation gäller inte längre.

### Format för internationella adresser
En adress på ett brev som ska skickas internationellt bör ange destinationslandet enligt de rekommendationer som finns i avsändarlandet, och bör ange övriga delar av adressen enligt de rekommendationer som finns i destinationslandet.

#### Destinationslandet
På internationella försändelser måste destinationslandet stå skrivet:
- på den sista raden i adressen,
- i versaler,
- helst vara skrivet på språket i avsändarlandet eller på ett internationellt erkänt språk

#### Tecken
Artikel RL 123.3.3 av UPU Letter Post Regulations definierar otvetydigt vilka regler som gäller för de tecken som ska användas i adresser på internationella försändelser.
Adressen ska skrivas på ett precist sätt och vara komplett. Den ska skrivas väl läsbar med det latinska alfabetet och arabiska siffror. Om andra bokstäver eller siffror används i destinationslandet, rekommenderas att adressen även anges med det latinska alfabetet och arabiska siffror. Namnet på den postort dit försändelsen ska och namnet på destinationslandet ska skrivas med versaler tillsammans med det korrekta postnumret eller motsvarande, om sådant finns. Namnet på destinationslandet ska helst skrivas på språket i det land som försändelsen skickas från. För att undvika svårigheter i de länder som brevet kan skickas igenom, är det önskvärt att destinationslandet även anges på ett internationellt känt språk. Ansvariga myndigheter kan rekommendera att postnumret ska föregås av landskod enligt isostandarden EN ISO 3166-1 Alpha 2, följt av ett bindestreck, men även om landskod används ska destinationslandets fulla namn utgöra sista raden på adressen.
I de exempel på internationella adresser som UPU ger, i det refererade dokumentet, används inte landskoder.

## Gatuadress
En gatuadress beskriver läget längs en gata för en plats. Normalt är det en tomts läge längs en gata. Termen brukar användas i adressangivelse i postadress, men kan även användas som platsangivelse för lägessökning. Termen belägenhetsadress har tillkommit för att skilja på gatuadressdelen i en  postadress från adresser som rena lägesbeskrivningar.

## Belägenhetsadress
En belägenhetsadress anger var en plats finns. För bostadsadresser är det vanligen entrén eller infarten som adresseras. Belägenhetsadressen ska hjälpa en besökare att hitta platsen. Skilj belägenhetsadress från postal adress som anger platsen till vilken posten ska skickas. 
Belägenhetsadresser är lagstadgade enligt lag om lägenhetsregister (2006:378):
Enligt 10 § ska varje entré få en av kommunen fastställd belägenhetsadress.
Med belägenhetsadress avses en adress som entydigt anger läget för en bestämd plats.
Lagen är tillkommen i samband med upprättandet av ett nationellt lägenhetsregister som ersätter de tidigare genomförda folk- och bostadsräkningarna.

### Belägenhetsadressens beståndsdelar
En fullständig belägenhetsadress ska vara unik och bestå av namnen på:
- kommunen
- kommundelen
- adressområdet (gatan, vägen, byn eller byn samt gården)[5]
- adressplatsen (numret med eventuella bokstäver)[6]

Exempel på belägenhetsadresser i tätorter:
Gävle Sveavägen 47 A (kommunnamnet, gatunamnet och adressnumret). Kommundelsnamnet kan hoppas över om adressnamnet bara finns på ett ställe inom kommunen.
Om det finns flera likalydande adressnamn i kommunen anges också kommundelen:
Gävle Valbo Byvägen 1. Man kan också skriva Gävle Byvägen (Valbo) 1.

### Standardisering
Sättet att ange en belägenhetsadress är standardiserat enligt SIS standard SS 637003:2015